# Ludek Zemanek
Ludek Zemanek, ps. Rudolf A. Herrmann – oficer wywiadu radzieckiego Pierwszego Zarządu Głównego Komitetu Bezpieczeństwa Państwowego, w latach 60. działał w Stanach Zjednoczonych jako nielegał.

## Życiorys
Czech przeszkolony w Niemieckiej Republice Demokratycznej i Moskwie, wysłany w 1961 roku do Kanady. Jego nazwisko brzmiało Ludek Zemanek, lecz występował pod nadanym przez KGB fałszywym nazwiskiem Rudolfa A. Herrmanna, niemieckiego żołnierza, w rzeczywistości poległego na froncie wschodnim podczas II wojny światowej. Po siedmiu latach działania w siatce kanadyjskiej otrzymał polecenie przeniesienia się wraz z żoną i małoletnimi synami do Stanów Zjednoczonych, zamieszkali w Harstdale w osiedlu satelitarnym Nowego Jorku. Nabył tam dom w odosobnieniu, co umożliwiło mu nadawanie meldunków radiowych. Jako rezydent miał przejmować agenturę prowadzoną przez oficerów wywiadu, pracujących pod przykrywką dyplomatyczną, na wypadek zerwania stosunków dyplomatycznych lub wojny. Miał też za zadanie wyszukiwanie dogodnych miejsc na tzw. martwe skrzynki kontaktowe, m.in. w pobliżu baz wojskowych. Działał formalnie jako fotograf i operator filmowy, co przy okazji tłumaczyło jego częste podróże po kraju. W tajniki szpiegowskiej profesji wprowadził swojego syna Petera, który podczas studiów na uniwersytecie w Georgetown finansowanych przez KGB, został jednak przewerbowany przez kontrwywiad FBI. W konsekwencji rolę podwójnych agentów zaczęli grać jego rodzice. Zdaniem Johna Barrona, byłego oficera wywiadu Marynarki Wojennej Stanów Zjednoczonych i eksperta ds. KGB, zdemaskował m.in. Hugh Hambletona. Gdy po dwóch latach KGB nabrało podejrzeń, że Herrmannowie (Zemanekowie) pracują jako podwójni agenci, postanowili ich odwołać. FBI słusznie wyczuwając podstęp zdekonspirowało Herrmannów, nadało im nową tożsamość i wypuściło na wolność. Pozostali gdzieś w Stanach Zjednoczonych pod przybranym nazwiskiem.